# Ravshan Irmatov
Ravshan Irmatov (uzbeko: Ravshan Ermatov; Taskent, URSS, 9 de agosto de 1977) es un árbitro de fútbol uzbeko. Fue uno de los árbitros designados para dirigir en las Copas Mundiales de Fútbol de 2010, 2014 y 2018. Anteriormente, fue uno de los árbitros en la Copa Mundial Sub-20 de 2007.
Tiene el récord de mayor cantidad de partidos dirigidos en Mundiales de fútbol, con 11 en total entre Sudáfrica 2010 y Rusia 2018.

## Trayectoria

### Nacional
Dirige en la Liga de fútbol de Uzbekistán.

## Internacional

### Sudáfrica 2010
Ravshan arbitró el partido inaugural del Mundial Sudáfrica 2010, entre los equipos de México y Sudáfrica el 11 de junio de 2010 en el Estadio Soccer City de Johannesburgo. Tuvo un gran partido, teniendo escasos errores. Ha sido galardonado como el mejor árbitro de la AFC en 2008 y 2009 (cita requerida) .
El 3 de julio dirigió el partido entre Alemania y Argentina con resultado de 4 a 0 a favor de los alemanes, en la fase de cuartos de final. Si bien se consideraba uno de los mayores candidatos a pitar la final del Campeonato Mundial, la FIFA lo designó para el partido de Semifinal entre Uruguay y Países Bajos en el que ganó el equipo europeo por 3 a 2 siendo este partido el escenario de uno de los peores arbitrajes en la historia de los mundiales con Irmatov como protagonista.

## Copa Mundial de la FIFA
| Copa Mundial de Fútbol de 2010 – Sudáfrica | Copa Mundial de Fútbol de 2010 – Sudáfrica | Copa Mundial de Fútbol de 2010 – Sudáfrica | Copa Mundial de Fútbol de 2010 – Sudáfrica | Copa Mundial de Fútbol de 2010 – Sudáfrica | Copa Mundial de Fútbol de 2010 – Sudáfrica | Copa Mundial de Fútbol de 2010 – Sudáfrica | Copa Mundial de Fútbol de 2010 – Sudáfrica |
| Fecha                                      | Partido                                    | Sede                                       | Fase                                       | Amonestado                                 | Otorgado · Otorgado otra vez · Expulsado   | Expulsado                                  | Anotado · Penal                            |
| ------------------------------------------ | ------------------------------------------ | ------------------------------------------ | ------------------------------------------ | ------------------------------------------ | ------------------------------------------ | ------------------------------------------ | ------------------------------------------ |
| 11 de junio de 2010                        | Sudáfrica 1 – 1 México                     | Johannesburgo                              | Fase de grupos                             | 4                                          | 0                                          | 0                                          | 0                                          |
| 18 de junio de 2010                        | Inglaterra 0 – 0 Argelia                   | Ciudad del Cabo                            | Fase de grupos                             | 2                                          | 0                                          | 0                                          | 0                                          |
| 22 de junio de 2010                        | Grecia 0 – 2 Argentina                     | Polokwane                                  | Fase de grupos                             | 2                                          | 0                                          | 0                                          | 0                                          |
| 3 de julio de 2010                         | Argentina 0 – 4 Alemania                   | Ciudad del Cabo                            | Cuartos de final                           | 3                                          | 0                                          | 0                                          | 0                                          |
| 6 de julio de 2010                         | Uruguay 2 – 3 Países Bajos                 | Ciudad del Cabo                            | Semifinal                                  | 5                                          | 0                                          | 0                                          | 0                                          |
| Copa Mundial de Fútbol de 2014 – Brasil    |                                            |                                            |                                            |                                            |                                            |                                            |                                            |
| Fecha                                      | Partido                                    | Sede                                       | Fase                                       | Amonestado                                 | Otorgado · Otorgado otra vez · Expulsado   | Expulsado                                  | Anotado · Penal                            |
| 15 de junio de 2014                        | Suiza 2 – 1 Ecuador                        | Brasília                                   | Fase de grupos                             | 2                                          | 0                                          | 0                                          | 0                                          |
| 23 de junio de 2014                        | Croacia 1 – 3 México                       | Recife                                     | Fase de grupos                             | 3                                          | 0                                          | 1                                          | 0                                          |
| 26 de junio de 2014                        | Estados Unidos 0 – 1 Alemania              | Recife                                     | Fase de grupos                             | 3                                          | 0                                          | 0                                          | 0                                          |
| 5 de julio de 2014                         | Países Bajos 0 – 0 Costa Rica              | Salvador                                   | Cuartos de final                           | 6                                          | 0                                          | 0                                          | 0                                          |
| Copa Mundial de Fútbol de 2018 – Rusia     |                                            |                                            |                                            |                                            |                                            |                                            |                                            |
| Fecha                                      | Partido                                    | Sede                                       | Fase                                       | Amonestado                                 | Otorgado · Otorgado otra vez · Expulsado   | Expulsado                                  | Anotado · Penal                            |
| 21 de junio de 2018                        | Argentina 0 – 3 Croacia                    | Nizhniy Novgorod                           | Fase de grupos                             | 7                                          | 0                                          | 0                                          | 0                                          |
| 25 de junio de 2018                        | España 2 – 2 Marruecos                     | Kaliningrad                                | Fase de grupos                             | 6                                          | 0                                          | 0                                          | 0                                          |